# Сен-Дени-ле-Бур
Сен-Дени́-ле-Бур (фр. Saint-Denis-lès-Bourg) — коммуна во Франции, находится в регионе Рона — Альпы. Департамент — Эн. Входит в состав кантона Вирья. Округ коммуны — Бурк-ан-Брес.
Код INSEE коммуны — 01344.

## География

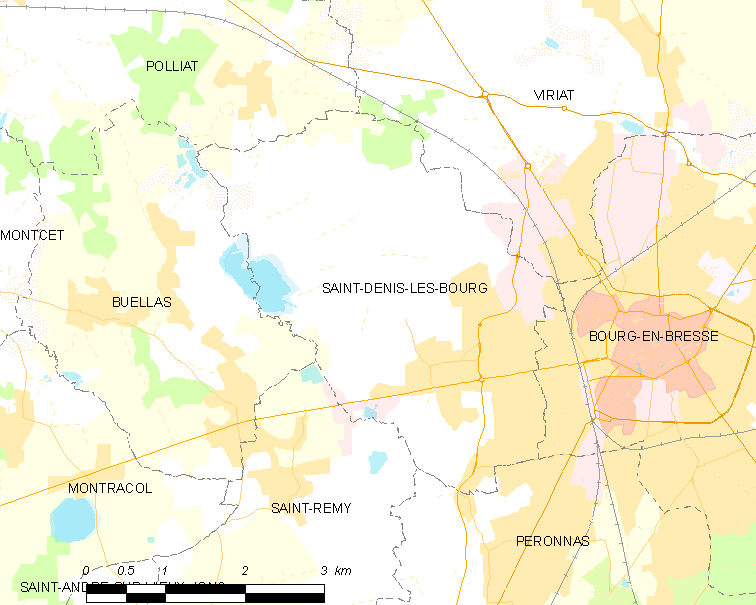
Карта коммуны

Коммуна расположена приблизительно в 370 км к юго-востоку от Парижа, в 60 км северо-восточнее Лиона, в 4 км к западу от Бурк-ан-Бреса.
По территории коммуны протекает река Вель.

## Население
Население коммуны на 2010 год составляло 5405 человек.
| 1962 | 1968 | 1975 | 1982 | 1990 | 1999 | 2010 |
| ---- | ---- | ---- | ---- | ---- | ---- | ---- |
| 1940 | 2510 | 3181 | 3352 | 4145 | 4920 | 5405 |

## Экономика
В 2010 году среди 3348 человек трудоспособного возраста (15—64 лет) 2457 были экономически активными, 891 — неактивными (показатель активности — 73,4 %, в 1999 году было 72,1 %). Из 2457 активных жителей работали 2312 человек (1164 мужчины и 1148 женщин), безработных было 145 (71 мужчина и 74 женщины). Среди 891 неактивных 321 человек были учениками или студентами, 401 — пенсионерами, 169 были неактивными по другим причинам.

## Города-побратимы
- Шуттервальд (Германия, с 1988)
- Редя (Румыния, с 2000)